# Hermann Blazejezak
Hermann Blazejezak   (Hildesheim, 3 de juny de 1912 - Mönchengladbach, 13 de gener de 2008) va ser un atleta alemany, especialista en el curses de velocitat, que va competir durant la dècada de 1930.
El 1936 va prendre part en els Jocs Olímpics d'Estiu de Berlín, on quedà eliminat en semifinals en la cursa dels 400 metres del programa d'atletisme. En el seu palmarès destaca una medalla d'or en els 4x400 metres al Campionat d'Europa d'atletisme de 1938, tot formant equip amb Manfred Bues, Erich Linnhoff i Rudolf Harbig.
Durant la Segona Guerra Mundial fou sergent del 7è Regiment d'intanteria a Hannover. Un cop finalitzada la guerra treballà en el comerç a l'engròs de fruites i hortalisses, i a partir del 1948 a la pastisseria "Heinemann", fundada per la seva germana Johanna i el seu cunyat Hermann Heinemann.

## Millors marques
- 100 metres. 10,8" (1937)
- 200 metres. 22,0" (1937)
- 400 metres. 47,9" (1936)[3][4]